# 罗明燏
罗明燏（1905年—1987年），广州番禺（現海珠區沥滘）人，建筑师，教授。他早年毕业于唐山交通大学，后求学于美国麻省理工学院和英国伦敦大学，获麻省理工学院土木硕士学位。1931年8月开始于勷勤大学任教，后担任华南工学院首任院长。罗明燏对土木、航空、造船、机械等工程都具有丰富的实际经验，亲自勘测设计、主持设计与审查过的工程项目有200多项，被誉为建筑界的“海陆空专家”。他主张加强国际学术交流。主要著作有《高等结构学》、《飞机结构》等。

## 经历

### 家世
1905年9月11日，罗明燏出生于番禺沥滘，在家中排行第四。
罗氏乃当地名门望族，罗明燏之父罗文庄，曾任清政府驻檀香山领事和法部主事等职；叔父罗文干，曾任段祺瑞政府代国务总理和国民政府外交部长，由于拒签与日妥协的塘沽协定，被蒋介石免职。
1920年代初，罗考入唐山交通大学土木系，师从桥梁工程专家茅以升。

### 陈济棠时代
1926年，21岁的罗明燏毕业后返回广东，在国立中山大学教预科班，随后在广州工务局从测算员做起，3年内便升至技正（总工程师）一职，并且深得时任广州市长林云陔及后来陈济棠的赏识。
1928年，罗明燏受陈济棠委托，担任广州最早的别墅式建筑区——梅花村公馆区的工程监理并负责设计主要工程，工期为时4年。梅花村百多幢中西合璧的园林式建筑群中，罗明燏设计了10多幢，其中包括陈济棠私邸。这座别致的住宅，连同庭院占地4000多平方米，用柚木作地板，楼高三层半，没有栋、没有梁，颇为雅致。
1931年8月担任广东省政府技正，任教勷勤大学。参与了广州河南滨江大堤建设。
1932年8月，赴美麻省理工学院进修土木工程2年，完成了土木工程和航空工程方面硕士论文，获得硕士学位。此间结识低年级的航空系学生钱学森。1955年钱学森归国时，罗明燏受广东省委书记陶铸的委托在深圳火车站迎接钱。
1934年10月开始，在伦敦大学帝国理工学院攻读航空工程博士。但在1935年4月因父亲病逝而中断学业回国。
1936年6月，任陈济棠麾下陆军少将技正，参与飞机制造厂建设项目。
1936年7月，陈济棠在两广事变中下野，余汉谋接任国民革命军第四路军总司令，任罗为设计专员，负责修筑公路、建设桥梁、工厂、住宅等工作。

### 海陆空专家
1937年12月，罗北赴西安任北洋大学（西北联合大学）航空工程系教授兼主任，主讲空气动力学、理论飞行力学、飞机结构、高等飞机结构、螺旋桨设计、飞机设计、航空仪表等课程。此间结识后来的妻子。
1944年，北美海外侨胞资助国民政府派遣知名学者出洋考察航空工程。12月，罗被任命为赴美、加考察5人团团长。考察结束后，罗参加密歇根大学造船工程研究、美国航空顾问委员会（National Advisory Committee for Aeronautics，即NASA前身）飞机结构研究工作。访美期间无意申请绿卡。
1947年2月回国，任国立中山大学教授兼任机械系主任。同期，陈济棠委托罗代购2艘美国退伍舰船，佣金每艘7500美金。罗将舰船交给陈济棠之子接收后退还了佣金。

### 华南工学院时代
1952年11月，中国高等院校院系调整，罗任华南工学院筹备委员会主任委员。
1954年，当选第一届全国人民代表大会代表。
1955年4月，经过广东省人民政府主席叶剑英推举、周恩来签字，罗明燏被任命为华南工学院首任院长。任内作风简洁朴素，没有专门的行政办公室，仅设有院长研究室。
罗明燏还任中国机械学会理事、广东省科学技术协会府主席、解放军后勤部顾问、广州市建筑工业局顾问、广东省科联副主席等。
1950年代，他发表了双曲壳屋顶设计、55m跨度大型薄壳屋顶设计、飘梁设计等成果。其中双曲壳屋顶应用在顺德人民礼堂。
在文革时期，罗遭受迫害。1967年，因留美留英、曾在国民政府工作而遭到批斗审判。周恩来致电广东省革委会要求保护，罗明燏被送往韶关枫湾干校。后由省长陈郁沟通华工革委会后，罗明燏被从牛棚释放。
1976年，广州白云宾馆建成，罗明燏仅以计算尺，推算出该30层大楼摆度在万分之六以下。
1978年4月，参与全国科学大会的数十名专家联名要求对罗明燏平反。在时任副总理方毅、省长习仲勋过问后，罗明燏被平反。
1982年，赴美参加学术会议，获得国家拨给3000美元经费，罗购买了若干外文资料，回国后交还1600美元。
1987年病逝，享年82岁。

## 作品

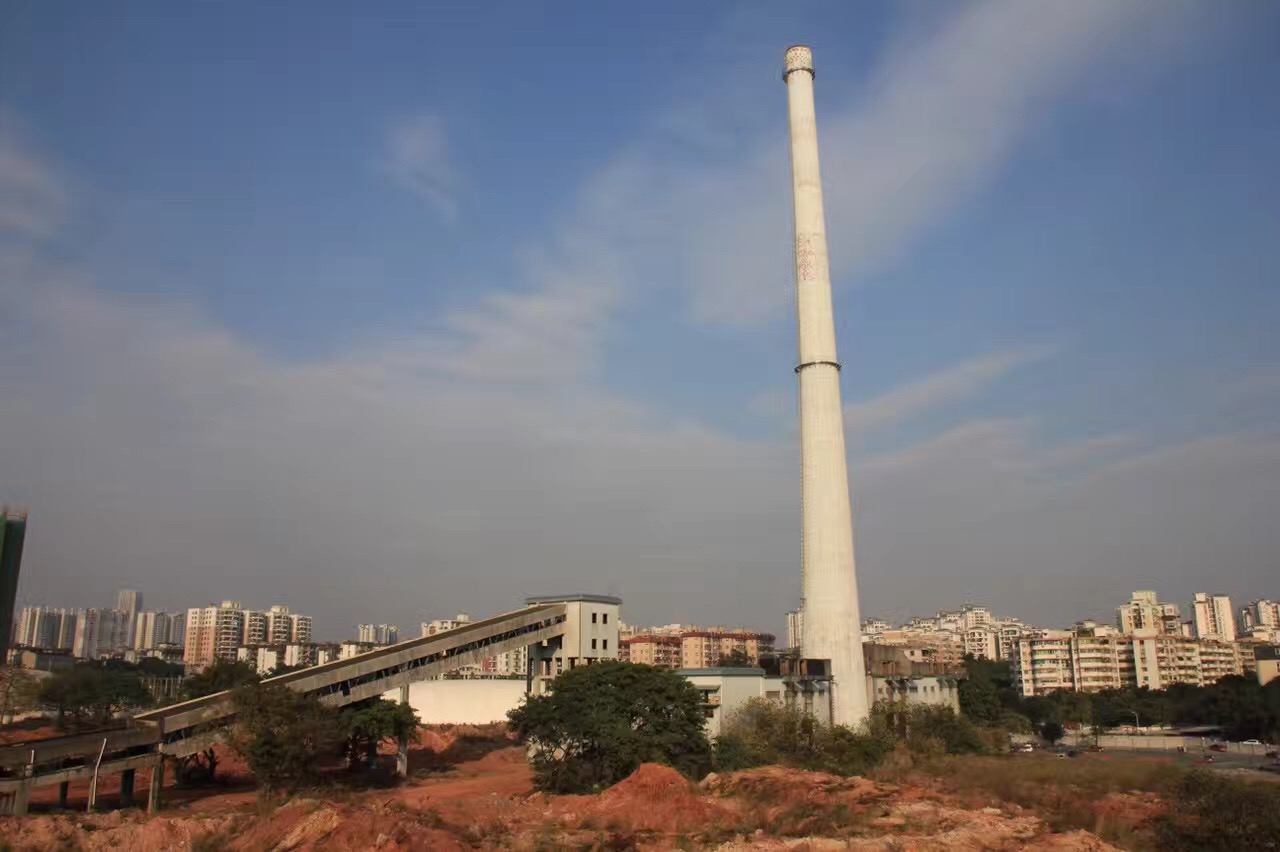
廣州造紙廠舊址大煙囪

1936年罗明燏被陈济棠委任為司令部陸軍少將技正，參與建設過東莞糖廠、廣州造紙廠、琶江兵工廠等設施。
参加过广州中山纪念堂、梅花村陈济棠公馆的建造；复建的海珠桥经罗精心设计，在1950年11月10日竣工通车。1954年被焚毁的南方大厦亦是经罗明燏设计修复。其他作品还包括黄沙码头、珠岛宾馆、诊修新丰江水库、文冲造船厂船坞、广州新火车站、广交陈列馆、东方宾馆、中南某地地下油库等。
与邝正文教授联合主持设计了顺德人民礼堂（大良镇），是国内首个大跨度钢筋混凝土双曲薄壳拱顶建筑。

## 家庭
有两段婚姻。
长子罗征援博士，1967年毕业于华南工学院应用数学系，1985年获得西安大略大学博士学位，现任美国宇航局格伦研究中心研究员，研究计算流体力学、空气动力学、气动声学、超级计算解决方案等。

## 故居

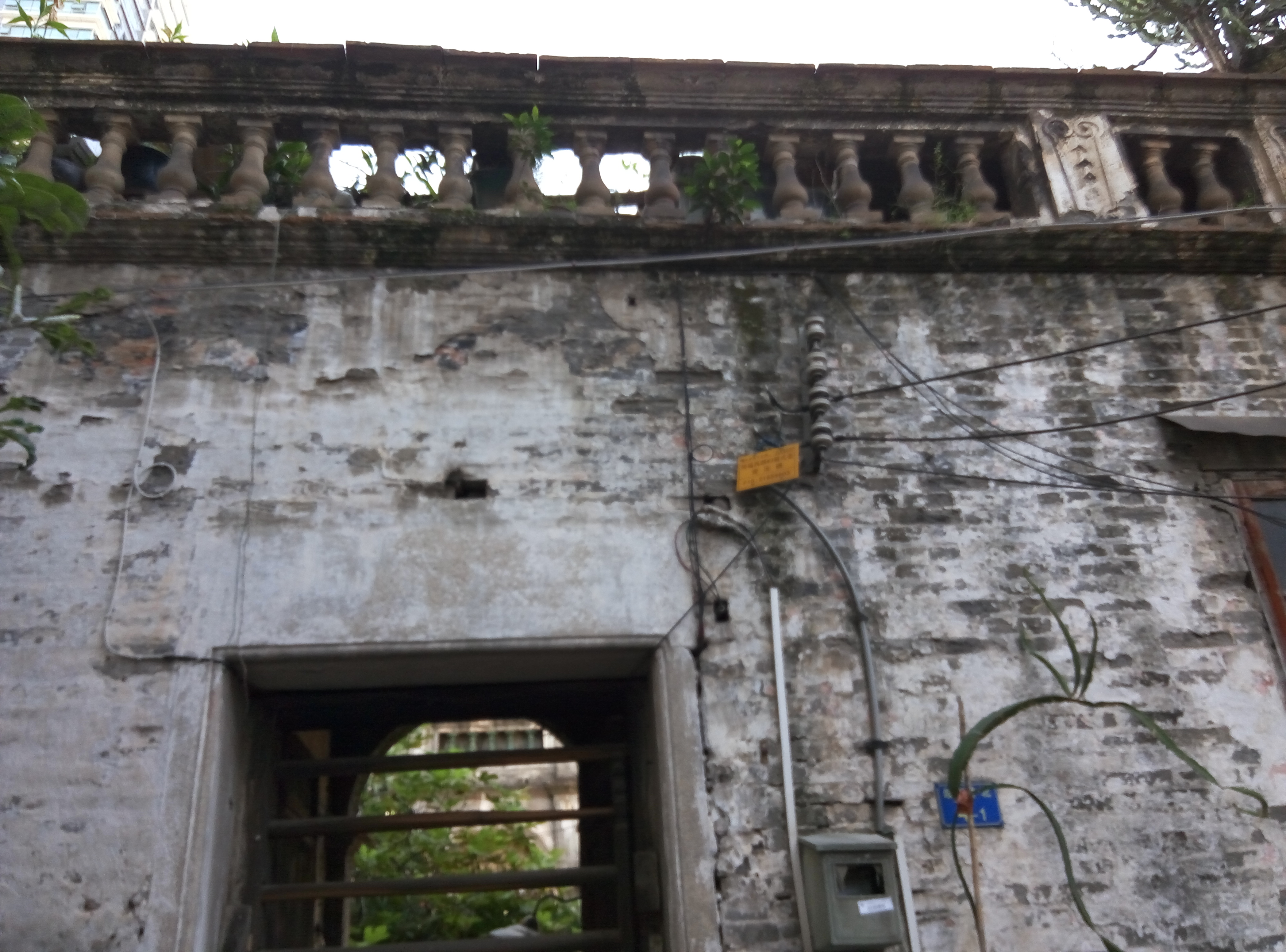
羅明燏故居現狀

罗氏旧居位于海珠区同福西路歧兴中北4号之一，建筑属于西方新古典主义与广州传统民居相结合的折中主义风格。大厅不装屏门，而用博古状的天弯罩分隔空间，形成利于采光和藏风聚气的敞厅，这些都是广州传统民居特点。2013年被鉴定为“危房”。
老屋原有罗氏6户人居住，但十几位堂兄弟姊妹陆续搬离，如今只有一户留守。旧居位处南华西街历史文化街区核心保护范围，根据《历史文化名城名镇名村保护条例》规定，应当采取相应措施作保护。2014年，广州市历史建筑第二批推荐名单通过，罗氏旧居入选。